# Holotrichia rugatifrons
Holotrichia rugatifrons är en skalbaggsart som beskrevs av Frey 1970. Holotrichia rugatifrons ingår i släktet Holotrichia och familjen Melolonthidae. Inga underarter finns listade i Catalogue of Life.